# استان ترگوویشته
نام یکی از استان‌های کشور بلغارستان است. ترکها36 درصد جمعیت این استان را تشکیل می دهند.

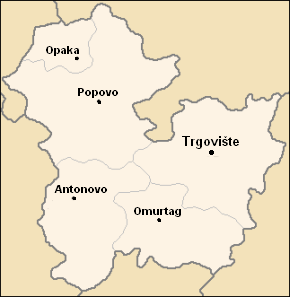